# Любовичі (Львівський район)
Любо́вичі — село в Україні, у Львівському районі Львівської області. Населення становить 80 осіб. Орган місцевого самоврядування — Городоцька міська рада.

## Населення

### Мова
Розподіл населення за рідною мовою за даними перепису 2001 року:
| Мова       | Кількість | Відсоток |
| ---------- | --------- | -------- |
| українська | 80        | 100%     |